# Sauber C15
El Sauber C15 fue el coche con el que el equipo Sauber compitió en la temporada 1996 de Fórmula 1. Estaba propulsado por el motor Ford Zetec-R V10 y conducido por el alemán Heinz-Harald Frentzen, que cumplía su tercera temporada con el equipo, y el británico Johnny Herbert, procedente de Benetton.

## Descripción general
Después de una actuación alentadora en 1995 con un motor Ford V8 totalmente funcional, 1996 no confirmó el progreso que Sauber había logrado durante 1995 porque mientras el equipo desarrollaba el problemático Zetec-R V10, los problemas con la entrega de potencia de la nueva unidad provocaron que el equipo puntuara. sólo 11 puntos, a pesar de la teórica ventaja de potencia sobre un V8. Esa puntuación, comparada con los 18 puntos de 1995, fue bastante pequeña teniendo en cuenta que en 1995 Sauber tenía una diferencia de rendimiento significativa entre Heinz-Harald Frentzen y su respectivo compañero de equipo (Karl Wendlinger en las primeras cuatro y las dos últimas carreras de 1995, y Jean-Christophe Boullion durante el resto de esa temporada), mientras que ese no fue el caso en 1996.
Los pilotos demostraron estar muy igualados, Frentzen tenía una ligera ventaja sobre Herbert. Sin embargo, el alemán dejó el equipo a finales de año para unirse al campeón Williams en 1997. El segundo podio del equipo desde su debut en la F1 en 1993 lo consiguió Herbert en el caótico Gran Premio de Mónaco de 1996, con Frentzen en cuarto lugar. Heinz-Harald anotó más puntos en España y Japón.
El equipo finalmente terminó séptimo en el Campeonato de Constructores, con 11 puntos.

## Livery
El C15 presenta un tono más brillante de livery azul con un patrón de tablero verde azulado en el costado del automóvil; en el que el equipo ahora utiliza combustibles y lubricantes Petronas.

## Resultados
(Clave) (negrita indica pole position) (cursiva indica vuelta rápida)

| Año     | Motor    | Neu. | N.º | Pilotos               | 1   | 2   | 3   | 4   | 5   | 6   | 7   | 8   | 9   | 10  | 11  | 12  | 13  | 14  | 15  | 16  | Puntos | Pos. |
| ------- | -------- | ---- | --- | --------------------- | --- | --- | --- | --- | --- | --- | --- | --- | --- | --- | --- | --- | --- | --- | --- | --- | ------ | ---- |
| 1996    | Ford V10 | G    |     |                       | AUS | BRA | ARG | EUR | SMR | MON | ESP | CAN | FRA | GBR | GER | HUN | BEL | ITA | POR | JPN | 11     | 7.º  |
| 1996    | Ford V10 | G    | 14  | Johnny Herbert        | DNS | Ret | 9   | 7   | Ret | 3   | Ret | 7   | DSQ | 9   | Ret | Ret | Ret | 9   | 8   | 10  | 11     | 7.º  |
| 1996    | Ford V10 | G    | 15  | Heinz-Harald Frentzen | 8   | Ret | Ret | Ret | Ret | 4   | 4   | Ret | Ret | 8   | 8   | Ret | Ret | Ret | 7   | 6   | 11     | 7.º  |
| Fuente: |          |      |     |                       |     |     |     |     |     |     |     |     |     |     |     |     |     |     |     |     |        |      |